# Saverio Strati
Saverio Strati (Sant'Agata del Bianco, 16 agosto 1924 – Scandicci, 9 aprile 2014) è stato uno scrittore italiano.

## Biografia
Saverio Strati nacque a Sant'Agata del Bianco il 16 agosto 1924. Interruppe gli studi dopo il conseguimento della licenza elementare per intraprendere il mestiere di muratore, pur continuando a coltivare la sua passione per lo studio e la lettura. Lesse in questi anni le opere della cultura popolare, come Quo vadis di Henryk Sienkiewicz, i romanzi di A. Dumas, I Miserabili di Victor Hugo.
Al termine della seconda guerra mondiale, riprese finalmente gli studi interrotti a undici anni. Grazie all'aiuto finanziario di uno zio che risiedeva negli Stati Uniti, iniziò a prendere lezioni private da alcuni professori del Liceo Galluppi di Catanzaro. Si appassionò così alla lettura di grandi scrittori come Croce, Tolstoj, Dostoevskij, Verga. Nel 1949 conseguì la licenza liceale classica e si iscrisse all'Università di Messina; inizialmente, per assecondare la volontà dei genitori, seguì le lezioni di Medicina, ma dopo un breve periodo passò alla Facoltà di Lettere.
Decisivo fu l'incontro con il critico letterario Giacomo Debenedetti che in quegli anni insegnava a Messina, e del quale Strati seguì le lezioni su Svevo e su Verga. Spinto da un compagno di studi, nel '53 fece leggere il proprio racconto La Marchesina a Debenedetti, che espresse immediatamente un giudizio favorevole. Incoraggiato da questo ed altri pareri autorevoli, Strati inizia a riordinare i primi racconti che andranno a formare il volume La Marchesina, e che Debenedetti stesso porterà l'anno successivo ad Alberto Mondadori, a Milano. Sempre in questo periodo Strati iniziò la stesura del suo primo romanzo La Teda.
Nel 1953 si trasferì a Firenze per preparare la tesi di laurea sulle riviste letterarie del primo ventennio del novecento. I suoi primi racconti apparvero sulle riviste Il Ponte, Paragone, e sul quotidiano Il Nuovo Corriere. Subito dopo aver completato La Teda iniziò un secondo romanzo, Tibi e Tascia.
Nel 1958 sposò Hildegard Fleig, una ragazza svizzera conosciuta a Firenze, e si trasferì in Svizzera dove visse fino al 1964, componendo i romanzi Mani Vuote e Il Nodo e molti racconti. Dal soggiorno elvetico, che Strati considerò sempre come una svolta nella sua narrativa, nacque anche il romanzo Noi Lazzaroni, Premio Napoli, pubblicato nel 1972. Nel 1977 con il romanzo di formazione Il selvaggio di Santa Venere vinse il Premio Campiello. Dal 1964 visse a Scandicci.
Nel 2009 Il Quotidiano della Calabria si fece promotore della richiesta per far ottenere allo scrittore (che viveva in condizioni di indigenza) i benefici della legge Bacchelli, concessi poi dal Consiglio dei ministri del 17 dicembre 2009, alla luce degli speciali meriti artistici riconosciuti.
Nel 2010 la rivista letteraria Il Portolano ospitò un suo inedito, dal titolo Le notti di Marisa e gli dedicò un fascicolo monografico.

## Opere
- La marchesina [racconti] - Milano - Mondadori - 1956
- La teda [romanzo] - Milano - A. Mondadori - 1957
- Tibi e Tascia [romanzo] - Milano - A. Mondadori - 1959 - Premio Internazionale Veillon nel 1960 e Premio Crotone nel 1963
- Mani vuote [romanzo] - Milano - A. Mondadori - 1960
- Avventure in città [racconto lungo, poi confluito in Gente in viaggio] - Milano - Mondadori - 1962
- Il nodo [romanzo] - Milano - A. Mondadori - 1965 - Premio Sila 1966
- Gente in viaggio [racconti] - Milano - A. Mondadori - 1966 - Premio Sila 1966
- Il codardo [romanzo] - Milano - Bietti - 1970
- 2 racconti inediti di Saverio Strati - Firenze - Galleria Pananti - 1970
- Il padre del Sole con 12 disegni di Silvio  Loffredo - Firenze - Galleria Pananti - 1970
- Noi lazzaroni [romanzo] - Milano - A. Mondadori - 1972
- È il nostro turno [romanzo] - Milano - A. Mondadori - 1975
- Il selvaggio di Santa Venere [romanzo] -  Milano - A. Mondadori - 1977
- I cento bambini [favole] - Cosenza - Lerici - 1977
- Il visionario e il ciabattino [romanzi brevi] - Milano - A. Mondadori - 1978
- San Gregorio Magno - Firenze - Pananti - 1978
- La bella Aurora - Firenze - Pananti - 1979
- Il diavolaro [romanzo] - Milano - A. Mondadori - 1979
- Terra di emigranti [racconti] - Firenze - Salani - 1979
- Piccolo grande Sud [racconti] - Firenze - Salani - 1981
- Re Pero - Firenze - Lisciani-Giunti - 1981
- 57 favole - Firenze - Pananti - 1982
- Al mare insieme agli altri - Firenze - Pananti - 1982
- Fiabe calabresi e lucane - scelte da Luigi Maria Lombardi Satriani e tradotte da Saverio Strati - Milano - A. Mondadori - 1982
- I cari parenti [romanzo] - Milano - A. Mondadori - 1982
- Ascolta, Stefano [romanzo] - Milano - Mursia - 1984
- Miti, racconti e leggende - Reggio Calabria - Gangemi - 1985
- Viaggio in macchina - Soveria Mannelli - Rubbettino - 1986
- La conca degli aranci [romanzo] - Milano - A. Mondadori - 1987
- L'uomo in fondo al pozzo [romanzo] - Milano - A. Mondadori - 1989
- La casa vicino al mare - Napoli - Alfredo Guida Editore - 1990
- Il vecchio e l'orologio - racconto - Firenze - Pananti - 1992
- L'arpia - Lungro - Costantino Marco - 1993
- Il ritorno del soldato - Cosenza - Periferia - 1994
- Il vecchio e l'orologio [racconti] - Lecce - P. Manni - 1994
- Melina - Lecce - P. Manni - 1995
- Novelle di Calabria - Reggio Calabria - Laruffa - 1996
- La figlia del mago della pietra bianca - Falzea - 2000
- Il pensionato - Arezzo - Mario De Filippis per i Tipi della Tipografia Basagni - 2000
- I nonni di Napoli - Milano - Ignazio Faso editore - 2001
- Gente in viaggio - Bologna - Gallo & Calzati editore - 2004
- Linda - Arezzo - Mario De Filippis per i tipi della Tipografia Basagni  - 2005
- Il Natale in Calabria - Vibo Valentia - Qualecultura - 2006
- Non si torna indietro - Firenze - Pananti - 2007